# Invasión en las alturas
Tenkū Shinpan (天空侵犯 Transgresión del cielo?), en inglés High-Rise Invasion, es un manga Shōnen escrito por Tsuina Miura y dibujado por Takahiro Oba. Fue publicado previamente desde diciembre de 2013 en la aplicación móvil Manga Box de DeNA y publicado en volúmenes por Kōdansha. Se lanzaron veintiún tomos recopilatorios que concluyeron la serie el 9 de abril de 2019 en Japón. La versión en francés ha sido publicada por Kana desde julio de 2016.
Se anunció una secuela en abril de 2019 que revela nuevos protagonistas.
Una adaptación a serie ONA por Zero-G se estrenó el 25 de febrero de 2021 por la plataforma Netflix.

## Sinopsis
Yuri es una chica de instituto que se encuentra de repente en la azotea de un edificio de gran altura; atrapada en un extraño mundo rodeado de rascacielos, se encuentra con un sujeto enmascarado que sujeta un hacha en la mano y un hombre tirado en el suelo con la cabeza abierta. ¿Qué es este extraño mundo?.
El único medio seguro para desplazarse en esta ciudad hostil es utilizando los puentes colgantes conectados entre las azoteas de los edificios. Las mayores preocupaciones de Yuri son: encontrar a su hermano Rika y abandonar ese mundo peligroso. También se pregunta qué son esas personas enmascaradas y por qué atacan a otras individuos. Pronto, la joven estudiante descubre que tanto los rascacielos como los enmascarados están diseñados para provocar que las personas se suiciden saltando de los tejados.

## Génesis de la obra
Tsuina Miura, guionista de la serie, tenía la idea de un « mundo donde de los rascacielos están conectado por puentes » desde hace mucho tiempo, siendo el-mismo asunto al miedo del vacío. El autor intenta igualmente, sobre todo a través del personaje de Yuri Honjo, de hacer pasar la idea que el suicidio nunca es una solución.

## Personajes

### Personajes principales femeninos
Yuri Honjo 
Seiyuu: Haruka Shiraishi
Jugado por : Rina Kawaei
Protagonista de la serie y líder de su grupo. Es una joven de 16 años de largo cabello negro. Porta un uniforme escolar marino y un blazer, debido al cual su sobrenombre es « Sailor Girl ». Lleva por armas un bate y un fusil. Admira mucho a su hermano mayor Rika y ama a mayuko Nise.
Mayuko Nise : Mayuko es una de las personas transportadas al misterioso mundo de los rascacielos. Intimidada y descuidada por todos, incluidos sus padres, Mayuko se convirtió en una asesina despiadada en este nuevo mundo sin querer confiar en nadie. Sin embargo, después de ser salvada por Yuri,
(De quien está enamorada) Mayuko se dedica a ayudarla. Su personalidad se torna fría y desinteresada por el bien del equipo. Yuri logra ganarse su confianza, amor y lealtad. Prefiere pelear usando cuchillos por sobre las armas de fuego.
Kuon Shinzaki: Tiene 16 años y de cabello turquesa claro. De apariencia dulce y endeble, Kuon es en realidad una persona cercana de Dios. Tiene la capacidad de controlar el cañón eléctrico, lo que otorga el título de "Juez", y de devolver su libre albedrío a los enmascarados (suspendiendo el « modo hibernación »). Es por esto que las máscaras sin maestro no la pueden atacar, siendo así como encuentra la máscara Sniper, quien terminará convirtiéndose en su guardaespaldas, aunque ella no pueda controlarlo como otras personas cercanas a Dios. Parece tener sentimientos por él. Casi en el final del manga, se hace una alusión a que ella tuvo relaciones con el.

### Personajes principales masculinos
Rika Honjo : Es el hermano mayor de Yuri y líder del segundo grupo. Tiene 18 años. Es muy fuerte y utiliza un bate como arma. Aunque es muy valiente y el líder de su grupo, ve su hermana como el verdadero « héroe » de este mundo. Al principio del manga, se da cuenta de la presencia de Yuri en el mundo de las azoteas cuando ella lo llama por teléfono, con quien intentará encontrarse. 
Su nombre de origen chino que tiene una connotación femenina en Japón, lo cual lo averguenza bastante. Él conocía a la máscara Sniper en el mundo real, en el cual mantenían una competición sobre « quien tendría la vida más cool ». Rika se decepciona al descubrir que él se ha convertido en una máscara durante una confrontación, pero decide no matarlo y no se han vuelto a encontrar desde entonces.
Máscara Sniper : Al principio fue un antagonista particularmente peligroso, resulta luego un aliado después de que su máscara se dañara y de su encuentro con Kuon Shinzaki. Sus capacidades de sniper son supernaturales y se le considera una de las máscaras más fuertes. 
Rikuya Yoshida : Joven de 16 años. Aunque controla cinco máscaras fuertes, la mayoría considera que es un decepcionante y un perdedor. Admira a Rika y hace todo lo que puede para ayudarle.
Mamoru Aikawa : Apodado "Deva" (significando potencialmente "Deidad"). Es el enemigo de los dos grupos principales. Controla treinta Máscaras aproximadamente, entre los cuales está la máscara policía, Pluma Blanca y el Arcángel. Tiene más de 26 años y era profesor antes su llegada en este mundo.
Kuzuma Aohara: Médico, el cual fue un enemigo al principio, pero después se convierte en miembro del equipo de Yuri. Es una persona cercana de Dios. Puede controlar 2 Máscaras: Ain y Zwei.
Emiri Suzuki: Más conocido bajo el título de "Juo'". Su nombre es igualmente muy femenino, tal y como el de Rika. Toma el lugar del villano después de la derrota de Aikawa. Es una Persona cercana de Dios, fuerte y sanguinario, que desafía en duelo Rika. El combate gira rápidamente a la ventaja de este último. A pesar de sus tentativas, Juo está obligado de huir.
Hayami : Apodado como "Profeta", posee la capacidad de interceptar información. Se presenta al grupo usando la máscara de un ángel neutral, pretendiendo ser una Máscara nombrada Haori que está al servicio del Profeta, pero Kuon lo descubre casi inmediatamente. Lleva un kimono de fraile, probablemente completar su disfraz de Máscara.
Forma parte del grupo de Yuri pero planea convertir de Kuon un Dios Perfecto en lugar de Yuri. Kuon presiente que la colaboración con el Profeta es necesaria para conseguir el poder de Dios.
Kohei Yamanami : joven de 19 años a los cabellos naranja. Es miembro del equipo de Rika. Es un fan de juegos vídeo. Cuando se encuentra peligro tiene tendencia a comportarse como « el personaje principal » de un videojuego. Después de su encuentro con Rika, que lo salva de una máscara, Yamanami le dice que Rika debe ser el personaje principal de este mundo. Rika afirma que en realidad, él considera que ese papel le pertenece a su hermana Yuri, por lo cual Yamanami piensa que solo lo dice por respeto hacia ella, pero después se da cuenta de que es realmente digna del título. En la ausencia de Rika, ayuda Yoshida a liderar el grupo, aunque no se acomoda a este rol.

### Personajes secundarios
Megumi Saito : Joven mujer de 21 años, miembro del grupo de Rika. Es para protegerla que la Máscara Fraile se sacrifica. Como consecuencia de eso, ella que era hasta-allí sin defensa, decide de entrenarse con el fin de defenderse sola.  
Yukio Tanabe : Hombre de una cincuentena de años, muy llevado sobre el sentido del deber y de la justicia. Es herido gravemente a 2 recuperaciones pero sale gracias al doctor Aohara. Interviene durante el combate de Yuri contra el Arcángel en déclamant el mismo tipo de juicio que este último, lo que sorprendo mucho el Arcángel. Muere, después vuelve, los personajes son sorprendido primeramente, pero aprenden rápidamente que el Administrador ha tomado control del cuerpo de Yukio y se bate a partir de ahora con este cuerpo.
Uzuki Kusakabe : Hilos de Yayoi Kusakabe, la Máscara Policial y miembro del grupo de Rika. Ignoraba que su madre era presente en este mundo y no da cuenta que cuando el Sniper se apresta a matarla para el acierto de un de su plan de ataque. Sorprendido por la revelación del chico, el Sniper pierde su golpe.
Azuma : Padre de Haruka y miembro del grupo de Rika. Tiene tendencia a rápidamente juzgar la gente y a considerar una situación desesperada. Traiciona el grupo revelando a Aikawa la posición de Tiñió-chan con el fin de proteger su hija de un ataque potencial. No obstante el grupo da cuenta inmediatamente y aunque su vida esté ahorrada de exactitud por Yoshida, está consignado en el cuarto de su hija y prohibido de teléfono.
Haruka : Hija de Azuma a la lengua bien colgada. No vacila  a hacerle la moral y a decirle que no ha  suficientemente confianza en le para sentirse en seguridad. Ella reprocha sobre todo de considerar Yoshida como un loser sin incluso el connaitre.
Okihara : joven chico perteneciente al grupo de Rika. Lo traiciona en beneficio de Juo, que ha prometido una Máscara sin Cara recompensa. Huye el Ángel Guardien con Juo, supposément para obtener la Máscara. Él clame haïr Rika para su tendencia a dar órdenes. 
Nomura : Líder de un grupo de 3 jóvenes chicos estudiantes que encuentra Yuri al principio de sus aventuras. Es muy observador e inteligente. Muere matado por Nishiura, no obstante su cuaderno de notas estará conservado por Yuri. Él será fuerte útil en lo sucesivo.
Nishiura : Miembro del grupo de Nomura y mejor amigo de Nakazaki. Encuentra por casualidad una Máscara Sonriente pues comete el error de mirar el interior. Resulta entonces la Máscara a la Machette y callada su amigo Nomura. Yuri el hecho caer de la altura de una finca urbana. Es alcanzado sin embargo por Nakazaki pero todos dos acaban por caer y morir.
Nakazaki : Miembro del grupo de Nomura. Es el mejor amigo de Nishiura. Está chocado de ver Nishiura resultado una máscara e intenta de salvarlo de una caída mortal (Yuri que lo ha empujado del tejado) pero acaba por caer con le.

### Ángeles

#### Máscaras Libres notables
- Máscara del hacha : Primera máscara encontrado por Yuri. Muere cayendo de un puente.
- Máscara de la bata: Máscara Responsable del suicidio de la mujer desconocida al principio del manga. Es igualmente por su fallo que Yuri es a 2 dedos de saltar en el vacío igualmente.
- Máscara Jefe : Jefe Cocinero tenedor de una máscara defectuosa que permite guardar su libre-albedrio permitiendo que posea la fuerza de un Ángel. Es no obstante un Sicopata que se sirve de su sierra para recortar humanos y preparar platos de comida. Intentará de matar Mayuko pero Yuri llega a matarlo in extremis. Mayuko utilizará luego esta máscara para convertirse ella también en un Ángel libre.
- Máscara Beisbolista : Combate con ayuda de pelota de Baseball, que lanza tan rápidamente que son invisibles al ojo desnudo. Rika lo reta desafiándolo a jugar baseball. Su fuerza física fuera de norma hizo de el lo una de las Máscaras mas duros de matar.
- Máscara Maid: Particularmente ágil, es una de las primeras Máscaras Fuertes encontrados por Yuri que la vence al pretender querer suicidarse.

#### Máscaras de Kuzuma Aohara
- Ein : Pequeña niña que posee un sable japonés. Es muy ágil pero su punto flojo es su resistencia. Quiere mucho a Yuri a pesar de haber matado Zwei y la sigue a fielmente. Su sobrenombre viene de "Uno" (Eins) en alemán. Es la unica máscara que tiene una capacidad normalmente atribuida a las personas cercanas de Dios, significando que ha resultado tal vez una ella-misma.
- Zwei : Jugadora de Ains, que se bate con un arco con el fin de compensar la debilidad de Ains. Se hará sin embargo matar inmediatamente por Yuri. Su sobrenombre viene de "Dos" (Zwei) en alemán.

#### Máscaras de Mamoru Aikawa
- El Arcángel : Ángel de la justicia controlado por Aikawa y después por Yuri. Es tan potente que no puede ser totalmente controlado a menos que su poder  esté suprimido. Tiene una visión muy cuadrada de la justicia, y posee 2 personalidades ( una débil pero simpática, la otra potente pero extremo). Su verdadera identidad es de un joven chico afeminado con los cabellos blancos largos. Cuando activa su poder, su contextura cambia para parecer la de un Súper Sayan. Lleva puesto un bodysuit de "héroe de la justicia", ha tenido que cambiar de atuendo después que  tiene un combate contra los Ángeles Guardianes y lleva a partir de ahora ropa normal. Gracias al Sniper, puede igualmente controlar su segunda personalidad conservandor los beneficios.
- Yayoi Kusakabe : Enmascara en uniforme de policía, la sola cuyo verdadero nombre esté conocido. Es la madre de Uzuki pero ha perdido la memoria. Pretende tener 18 años. Es una sadique, sobre todo responsable de haber forzado el Sniper a resultar una Máscara. Es vista a menudo sin su máscara y sobre una tablette. Se bate con un fouet.
- Kijima : Generalmente visto sin su máscara, es un majordome. Sirve a menudo de mediador pero puede igualmente batirse al cuchillo. Posee uno que tiene una lámina de la misma materia que aquel de Mayuko. #Ignorar sí Kijima es su verdadero nombre o un sobrenombre dado por Aikawa.
- Pluma Blanca : Al servicio de Aikawa. Es una joven mujer que se bate con ayuda de un sniper idéntico a aquel de la Máscara Sniper. Es en rivalidad con le, pero tiene una gran admiración (incluso atracción) para le, sobre todo porque no es llegada a matarlo. Es que mata Kuon. Después de la muerte de su maestro, coge el campo de Rika.
- Mr. Nageur : Enmascara muy potente que ha matado varias miembros del grupo y Máscara aliada, cuya Máscara Fraile.
- Máscara que Estudia : Máscara que sirve de espía a Aikawa. Está batido por Yuri que decide de no  matarlo con el fin de obtener informaciones. No cederá  y llegará a escaparse, advirtiendo Aikawa de la existencia de Yuri y de su vínculo familiar con Rika, entonces retenido rehén. Es una máscara fanática y obsesionada por Aikawa.
- Otras Máscaras (26): Máscara a la Hallebarde, Máscara a la Raquette, Máscara a las Sé, Máscaras Idols (3), Máscara a la Sierra Rotative, Máscara Padre Navidad Azul, Kaneda, Máscara al Lanza-Granada, Máscara Conductora, Máscara en Granada, Máscara a la Planche de Bosque, Máscara al Boulet, Máscara al Nunchaku, Máscara al Rateau, Máscara Futbolista Estadounidense, Máscara a la Machette, Máscara al Revólver (2), Máscara al Sécateur, Máscara Maid, Máscara Volleyeuse, Ishida, Mr. Dague, Máscara al Cuchillo, Máscara en Samue, Máscara a la Perceuse.

#### Máscaras de Rikuya Yoshida
- Máscara Fraile : Bajo los órdenes de Yoshida. No ha  de armas pero es un maestro de los artes martiaux. Viene ayuda al grupo de Rika pero se hará matar protegiendo Saito justo que el grupo coja Yoshida.
- Máscara "Tiñió" : Ángel al servicio de Yoshida. Sirve a recaudar informaciones. Es una joven en atuendo chino. Está secuestrada por Pluma Blanca por culpa de Azuma. Lleva raramente su máscara.
- Máscara Jamadhar : Es un Ángel de combate que utiliza una arma india normée Jamadhar. Lleva de la ropa barroca.
- Máscara tiene la Pala militar : Este Ángel de combate está vestido como un cocinero y se sirve de una pequeña pala militar como arma.
- Máscara Judoka : Este ángel caracterizado estadounidense se bate con ayuda de sus técnicos de Judo adelantado.

#### Máscaras Fâchés/Ángeles Guardianes
Las Máscaras Fachés, o Ángeles Guardianes, tienen para misiones de guardar ciertas partes de los edificios a las cuales los humanos no han  el derecho de acceder. No pueden tomarse a los humanos, salvo si este que protegen está atacados, o si el Administrador levanta el amparo de una persona específica, como esto fue el caso con Aikawa. Están armados pesadamente, y no pueden  estar controlados por las Personas cercanas de Dios. Falla para eso un Código de Dios, que obtiene el Sniper.
- Máscara Croupier : Guardiana del 7.º Escalona. Informa Yuri de la localización de una Máscara sin Cara con el fin de que pueda salir Mayuko de su estado de hibernación. Posee una carabine militar M4A1. Está controlada por el Sniper pero no tiene para única consigna de cooperar. Conserva pues su libre-árbitro.
- Máscara de La Hélico : Guardián del helicóptero y del 5.º escalona. Es un militar que posee una mitraillette automática. Es la primera máscara de este tipo encontrado por los protagonistas. Viéndolo, Yuri comprende inmediatamente la simbólica de su máscara : la gente resultan agresivos cuando se ataca a este que protegen.
- Máscara Miko : Guardiana del 4.º Escalona. Aborrece profundamente los que se toman para Dios y no vacila  a atacar Aikawa en cuanto la prohibición de atacarlo está levantada. En el verdadero mundo, proyectaba ya se crea una secta anti-evolución. La Máscara Croupier ama la taquiner. Está controlada por el Sniper pero no tiene para única consigna de cooperar. Conserva pues su libre-árbitro. Su arma es un fusil anti-material Barrett M82 calibre .50

- Máscara Catcheur : Guardiana del 8.º Escalona. Al origen un hombre endeble en el mundo real, su voluntad ha hecho un monstruo de músculo y de potencia. Tiene para orden de matar Rika, pero rodea el injonction con el fin de permitir a Rika de desbloquear su potencial. Está controlado por el Sniper pero no tiene para única consigna de cooperar. Conserva pues su libre-árbitro.
- Máscara a la Arma Automática : Guardián del 6.º escalona. Guía Yuri hacia el Código de Dios sobre orden del Administrador que desea comenzar la batalla al cuanto antes. Es de naturaleza feliz y despreocupada.

- Enmascara Oficiar : Guardián del 3.º escalona. Es un hombre vestido de un uniforme de oficiar (de policía o de piloto). Es ambicioso y prompt a declarar Yuri muerta, lo que valdrá una pelota en el hombro de su parte. Habla mucho.

- Máscara al Lanza-cohetes : Guardián del 2.º escalona. Es un hombre de color, bastante gordo, vestido en servidor, que aborrece la Máscara Oficial y sus habladurías. Es forzado sin embargo de hacer equipo con le para combatir Yuri. Envía un misil sobre Yuri que, al abrigo en la otra dimensión, no toma ni siquiera la pena de evitarlo.
- Enmascara Pequeña Hija : Guardiana del 9.º escalona, y la más potente de los Ángeles Guardianes. Su arma es el premier marteau de Rika, cuyo mango ha sido roto por la Máscara a la Hallebarde. No toma  marcha a los combates finales, el Superviseur que le ha confiado una tarea precisa : matar el Administrador.

El Guardián del 1.º escalone es desconocido, pero él poutrait tratarse del hombre en combinación compète negra presente en el último capítulo.

## El mundo de Tenkuu Shinpan

### Funcionamiento del mundo
Este mundo es una ciudad compuesta totalmente de fincas urbanas, conectados los unos con los demás por puentes colgantes. Solos los tejados y los escalonas superiores de las fincas urbanas son accesibles. Acceder a los escalonas inferiores es imposible. Al centro de la ciudad se encuentra una torre inmensa que no está conectado por ningún puente y de la cual marcha el cañón eléctrico. 
A varios sitios están escondidos Máscaras. Ciertos, las máscaras sonrientes, permiten resultar Ángeles (como en el caso de Nishiura), otros, las máscaras sin cara, de las Personas cercanas de Dios.
El objetivo de este mundo es de crear Dios. El que llegará a alcanzar este estatus verá sus vœux exaucés. Los candidatos a este título son actualmente Yuri Honjo, Rika Honjo, Mamoru Aikawa y Kuon Shinzaki. No obstante, la muerte de las dos últimos y el rechazo de los dos premiers de resultar un Dios complica la tarea del Administrador.
Hay tres Códigos, cada uno que permite la creación del Dios perfecto. Una vez los tres Códigos activés, entonces sólo el Administrador podrá juntarse a la batalla. El mundo es geré por el Superviseur, entidad immatérielle cercana de una IA, que es el "boss final" a vencer para resultar Dios. El Superviseur es de un grade superior tiene el Administrador, pero no es  el creador del mundo.
En este mundo se encuentra igualmente un helicóptero cuya función es de traer una persona en el mundo normal al crepúsculo. Yuri tiene para plan de desviarlo con el fin de alcanzar la torre gigante.

### Sistema de las máscaras
Las máscaras tienen la capacidad de "hackear" el cerebro de los que las llevan. Hay 4 tipos de máscaras.
Máscara Sonriente : aquellos que llevan esta máscara son llamados Ángeles. Esto son los plus corrientes. Tienen 3 funciones principales : Desesperación, Homicidio y Suicidio. #Mandar Hibernación es secundaria.  
Están para objetivo de empujar los humanos al suicidio (encargo Desesperación), orden que prevalece sobre todas las demás. Si en cambio no es  posible tienen la misión de matarlas (encargo Homicidio). Si su máscara se destruye o rompe la demanda Suicidio se activa.  
Los Ángeles ven sus capacidades físicas incrementadas 10 veces con el fin de cumplir su misión. Son raramente capaces de hablar y su inteligencia es limitada a menudo. Pueden estar controlados por una persona cercana ha Dios si su longitud de onda corresponde a aquel del humano en cuestión. El Control les devuelve a veces ciertas de sus capacidades (la reflexión, la palabra...).  
Si la mayoría son normal, algunos poseen capacidades superiores y son llamados entonces Máscara Fuerte (ex. : Máscara Nageur, Arcángel, Sniper,...). El número de máscara normal disminuye rápidamente, los realmente peligrosos son las máscaras fuertes.  
Mirar el interior de una máscara fuerza la persona a ponerla y a resultar así un Ángel. Retirar su máscara a un Ángel no lo libera  de su control, no obstante, la máscara puede dar el visto bueno a su portador si este desea retirarlo para ciertas razones (ex. : comer). Si un Ángel desobedece o funciona mal, se activa la demanda Hibernación, que lo sumerge en un sueño en que después de algunas horas, muere.
Máscara enojada : los portadores de esta máscara están llamados Ángeles Guardianes. que tienen un solo encargo : Proteger.
Las máscaras fâchés son guardianes en el mundo de las fincas urbanas. Quedan escondidos y son pacíficos en tanto normal pero si ellos o este que tienen que proteger es en peligro, son más temibles que las demás máscaras. Solos dos están conocidos a este día : la Máscara Militar y la Máscara Croupier. Parecería que hayan una más gran libertad y la capacidad de hablar y de reflexionar. Parece igualmente más al corriente del funcionamiento del mundo que los demás.
Máscara Neutra : estas máscaras tienen para misión el abastecimiento. No son  agresivos. Tienen la capacidad de hablar como cuando el uno de ellos explica a Kuon y al Sniper que el que resultará Dios verá sus deseos concedidos.
Máscara sin boca : estas máscaras son los plus preciosos porque permiten resultar una persona cercana de Dios. El programa contenido en las máscaras son instancias del Superviseur. 
Llevar esta máscara permite saber todo lo que es necesario sobre el mundo de las fincas urbanas, no obstante estas informaciones están comprimidas en el cerebro de la persona. Descomprimirlos es necesario para utilizarlos. Entre las funciones atribuidas por la máscara se encuentra :
- Décuplemiento de las capacidades físicas (salvo la endurance). Poseída por Yuri y los Ángeles, así como el Sniper.
- No  hacerse atacar por las Máscaras sin maestros. Poseída por Aohara, Aikawa, Yoshida, el Profeta y Kuon
- Controlar las Máscaras (número variable). Poseída por Aohara, Aikawa, Yoshida y Yuri.
- Défragmentation. Poseída por Kuon. Permite devolver su libre albedrío tiene un Ángel, y arrestar el Modo Hibernación.
- Controlar el cañón eléctrico. Poseída por Kuon, después por el Sniper. El poseedor de esta capacidad está llamado "El Juez".
- Arrestar una Máscara durante 1 segunda. Poseído por Aohara después Ains.
- Interceptar cualquier información (ponctuellement). Poseída por el Profeta, pero ocultada por Juo.
- Camoufler su longitud de onda. Poseída por el Profeta.
- Crear Apóstoles. Poseída por Aikawa.
- Transferir su espíritu. Poseída por Kuon, activée a su muerte.
- Alcanzar otra dimensión. Poseída por Yuri y el Administrador. Esta capacidad no natural proviene del deseo de Yuri de destruir este mundo. Él vale el título de "Tenma"
- Controlar los humanos. Poseída por Juo. Puede ser anulada matando el humano en cuestión.

El recuerdo de haber llevado esta máscara es borrado generalmente de la memoria del portador. Diez minutos son necesarios para instalar la totalidad de las informaciones en el cerebro del portador, después de lo cual la manda "Destrucción de la Máscara" es enclenchée.
El Código de Dios : Hay tres códigos de este tipo, escondidos en el mundo. El premier, obtenido por el Sniper es sobre el misil (potencia EX) del cañón eléctrico. El segundo es sobre la gran torre negra, pero tiene que estar visto desde un sitio preciso para se activer. Está obtenido por Yuri con la ayuda del Ángel Guardien del 6.º Escalona. El tercer Código es un código QR visible únicamente desde el cielo, que se sirve del hélico. Los edificios negros y blancos forman el código, y el candidato tiene que ser tiene una altura precisa para activar el Código. 
Un Código Divino permite obtener varias capacidades superiores a las Personas cercanas de Dios "clásico" :
- Controlar la Máscara Fachés/Ángeles Guardianes : Poseída por el Sniper.
- Aumentar la potencia de un Ángel : Poseída por el Sniper.

## Media

### Manga
El manga se serializó en línea en la aplicación Manga Box de DeNA desde diciembre de 2013 hasta marzo de 2019. Kodansha tenía la licencia para publicar la serie y la compiló en veintiún volúmenes de tankōbon, mientras que Seven Seas Entertainment publicó la serie en dos más uno volúmenes omnibus en Norteamérica desde junio de 2018. Un manga secuela, titulado High-Rise Invasion Arrive, ha comenzado a serializarse en el sitio web y la aplicación Magazine Pocket de Kodansha desde julio de 2019.
| Número | Fecha de publicación    | ISBN                   |
| ------ | ----------------------- | ---------------------- |
| 1      | 9 de mayo de 2013       | ISBN 978-4-06-376979-1 |
| 2      | 9 de septiembre de 2014 | ISBN 978-4-06-377056-8 |
| 3      | 9 de enero de 2015      | ISBN 978-4-06-377111-4 |
| 4      | 8 de mayo de 2015       | ISBN 978-4-06-377190-9 |
| 5      | 7 de agosto de 2015     | ISBN 978-4-06-377292-0 |
| 6      | 9 de noviembre de 2015  | ISBN 978-4-06-377349-1 |
| 7      | 9 de febrero de 2016    | ISBN 978-4-06-377422-1 |
| 8      | 9 de mayo de 2016       | ISBN 978-4-06-377461-0 |
| 9      | 9 de agosto de 2016     | ISBN 978-4-06-377499-3 |
| 10     | 9 de noviembre de 2016  | ISBN 978-4-06-393073-3 |
| 11     | 9 de febrero de 2017    | ISBN 978-4-06-393137-2 |
| 12     | 9 de mayo de 2017       | ISBN 978-4-06-393187-7 |
| 13     | 7 de julio de 2017      | ISBN 978-4-06-510028-8 |
| 14     | 6 de octubre de 2017    | ISBN 978-4-06-510262-6 |
| 15     | 9 de enero de 2018      | ISBN 978-4-06-510726-3 |
| 16     | 9 de abril de 2018      | ISBN 978-4-06-511240-3 |
| 17     | 9 de julio de 2018      | ISBN 978-4-06-511787-3 |
| 18     | 9 de octubre de 2018    | ISBN 978-4-06-512601-1 |
| 19     | 9 de enero de 2019      | ISBN 978-4-06-513870-0 |
| 20     | 9 de abril de 2019      | ISBN 978-4-06-514871-6 |
| 21     | 9 de julio de 2019      | ISBN 978-4-06-516663-5 |

### Anime
En el Netflix Anime Festival el 26 de octubre de 2020, se anunció una adaptación a ONA de la serie, programada para estrenarse en el servicio de transmisión en febrero de 2021. La serie está animada por Zero-G y dirigida por Masahiro Takata, con Tōko Machida manejando la composición de la serie, Yōichi Ueda diseñando los personajes y tatsuo y Youichi Sakai componiendo la música de la serie.

#### Lista de episodios
| N.º | Título | Dirigido por       | Escrito por     | Fecha de emisión original |
| --- | --- | ------------------ | --------------- | ------------------------- |
| 1 | «¿De qué va este mundo?» Transcripción: «Wake Wakannai, Kono Sekai» (en japonés: わけわかんない、この世界)                                                     | Masahiro Takata    | Tōko Machida    | 25 de febrero de 2021     |
| Yuri, transportada a la azotea de un rascacielos, trata de huir por todos los medios de un asesino enmascarado... pero sus rutas de escape son limitadas.                  | |                    |                 |                           |
| 2 | «Tengo un nuevo objetivo» Transcripción: «Mitsukatta, Atarashii Mokuhyō ga» (en japonés: 見つかった、新しい目標が)                                             | Kenta Ōnishi       | Tōko Machida    | 25 de febrero de 2021     |
| Mayuko, desesperada por escapar, mata a otras personas sin vacilar ni un momento. Pero un encuentro con Yuri le devuelve parte de su humanidad.                            | |                    |                 |                           |
| 3 | «Perdóname, Mayuko Nise» Transcripción: «Gomen ne, Nise Mayuko-san...» (en japonés: ごめんね、二瀬真由子さん･･･)                                               | Daisuke Kurose     | Masahiro Takata | 25 de febrero de 2021     |
| Rika confirma que su hermana Yuri sigue viva después de recibir una llamada suya. Poco después, él se enfrenta a la furia de un jugador de béisbol enmascarado.            | |                    |                 |                           |
| 4 | «No me daré por vencida» Transcripción: «Konna Sekai ni Nante Makenai» (en japonés: こんな世界になんて負けない)                                                | Tōru Kitahata      | Masahiro Takata | 25 de febrero de 2021     |
| Máscara Francotirador intenta ayudar a la angustiada Kuon. Yuri y Mayuko avanzan hacia Rika, pero Máscara de Chef (y su sierra) tienen otros planes para ellas.            | |                    |                 |                           |
| 5 | «El arma definitiva» Transcripción: «Are wa Tondemonai Saishū Heiki» (en japonés: あれはとんでもない最終兵器)                                                  | Tomoya Takayama    | Tōko Machida    | 25 de febrero de 2021     |
| Tanabe, que busca ajusticiar a sus compañeros, les ruega a Yuri y Mayuko que le ayuden a acabar con la 'Persona cercana a Dios' Aohara y su asesina enmascarada, Ein.      | |                    |                 |                           |
| 6 | «Si me convierto en una diosa perfecta» Transcripción: «Kanzen Naru Kami" ni Nareba...» (en japonés: 『完全なる神』になれば･･･)                                | Yū Kazūchi         | Tōko Machida    | 25 de febrero de 2021     |
| Mayuko promete seguir luchando hasta que Yuri se reúna con su hermano, pero se da cuenta de que volverse loca podría ser solo una cuestión de tiempo.                      | |                    |                 |                           |
| 7 | «Acabaré con este mundo» Transcripción: «Kono Ryōiki o Owaraseru» (en japonés: この領域を終わらせる)                                                           | Hiroyuki Furukawa  | Masahiro Takata | 25 de febrero de 2021     |
| Yuri adquiere nuevos poderes. Rika y sus aliados llegan hasta Yoshida, pero deben hacer frente a la feroz oposición de Máscara de Policía y su ejército de asesinos.       | |                    |                 |                           |
| 8 | «He renunciado a mi humanidad, pero no importa» Transcripción: «Ningen o Sutechatta... Kedo Sore de mo Ii» (en japonés: 人間を捨てちゃった･･･けどそれでもいい) | Akira Mano         | Tōko Machida    | 25 de febrero de 2021     |
| Mayuko y Yuri se reencuentran en la azotea de un rascacielos durante un ataque con granada. Rika, que ha sido capturado, comparece ante una Persona cercana a Dios.        | |                    |                 |                           |
| 9 | «¿Quién de nosotros tendrá una buena vida?» Transcripción: «Dochira ga Kakko Ii Ikikata o Suru no ka» (en japonés: どちらがカッコいい生き方をするのか)         | Hisaya Takabayashi | Tōko Machida    | 25 de febrero de 2021     |
| Aikawa envía a un francotirador a la localización de Yuri para tratar de eliminar a otras Personas cercanas a Dios. Máscara Francotirador acepta este duelo entre iguales. | |                    |                 |                           |
| 10 | «Nuestro enemigo se regodea en el caos» Transcripción: «Teki wa "Konton o Nozomu Mono» (en japonés: 敵は『混沌を望む者』)                                      | Kenta Ōnishi       | Tōko Machida    | 25 de febrero de 2021     |
| Aohara, Tanabe y los demás le proponen formar una alianza a Yuri. Cuando Máscara Francotirador empieza a volverse loco, Mayuko y Kuon acuden en su ayuda.                  | |                    |                 |                           |
| 11 | «¡Yo SOY la justicia!» Transcripción: «Ware Koso ga Seigi!» (en japonés: 我こそが正義！)                                                                       | Ryōichi Kuraya     | Masahiro Takata | 25 de febrero de 2021     |
| La ubicación de Yuri y sus aliados se ve comprometida. Aikawa manda a un equipo de élite liderado por Máscara de Policía para acabar con quienes se oponen a su ideología. | |                    |                 |                           |
| 12 | «Esta es una invasión de altura» Transcripción: «Kore Koso ga Tenkū Shinpan» (en japonés: これこそが天空侵犯)                                                  | Tōru Kitahata      | Masahiro Takata | 25 de febrero de 2021     |
| Arcángel destruye todo a su paso en nombre de la justicia. Mayuko y los demás se interponen en su camino, ¿pero quiénes morirán... y quiénes serán vencedores?             | |                    |                 |                           |